# جمال تاسيو
جمال تاسيو (27 أبريل 1989 إثيوبيا - ) هو لاعب كرة قدم إثيوبي، شارك في كأس الأمم الأفريقية 2013.

## روابط خارجية
- جمال تاسيو على موقع قاعدة بيانات كرة القدم.إي يو (الإنجليزية)
- جمال تاسيو على موقع ناشيونال فوتبول تيمز (الإنجليزية)
- جمال تاسيو على موقع Soccerway.com (الإنجليزية)